# يهود جورجيون في إسرائيل
اليهود الجورجيون في إسرائيل كما يعرفون باسم غروزينيم (من العبرية גרוזינים، بمعنى جورجيون)، هم المهاجرين وأبناء مهاجري الطوائف اليهودية الجورجية، ويقيمون الآن داخل إسرائيل. تتراوح أعدادهم بين 75,000 و80,000.